# Jonathan Levitt
Jonathan Levitt (ur. 3 czerwca 1963 w Londynie) – angielski szachista, arcymistrz od 1994 roku.

## Kariera szachowa
Wielokrotnie startował w finałach mistrzostw Wielkiej Brytanii, najlepszy wynik uzyskując w 1995 r. w Swansea, gdzie podzielił III m. (za Matthew Sadlerem, Jonathanem Parkerem i Aaronem Summerscale’em, wspólnie z Keithem Arkellem). W 2003 r. reprezentował swój kraj na rozegranych w Płowdiwie drużynowych mistrzostwach Europy.
Do sukcesów Jonathana Levitta na arenie międzynarodowej należą m.in.:
- II m. w Oksfordzie (1984, za Gertem Ligterinkiem),
- dz. I m. w Londynie (1986, turniej GLC Masters, wspólnie z Neilem McDonaldem),
- dz. II m. w Londynie (1988, turniej WFW, za Paulem Motwanim, wspólnie z Matthew Sadlerem i Keithem Arkellem),
- dz. II m. w Londynie (1989, turniej NWYM, za Dibyendu Baruą, wspólnie z Michaelem Adamsem i Dawidem Bronsteinem),
- I m. w Augsburgu (1989),
- dz. III m. w Dublinie (1993, turniej strefowy, za Michaelem Adamsem i Jonathanem Speelmanem, wspólnie z Julianem Hodgsonem, Matthew Sadlerem i Keithem Arkellem),
- dz. II m. w Maidstone (1994, za Bogdanen Laliciem, wspólnie z m.in. Christopherem Wardem i Petrem Velicką),
- III m. w Hampstead (1999, za Colinem McNabem i Aleksiejem Barsowem),
- dz. I m. w Swansea (2002, wspólnie z Keithem Arkellem),
- I m. w Londynie (2005, memoriał Howarda Stauntona)[2].

Najwyższy ranking w karierze osiągnął 1 stycznia 1989 r., z wynikiem 2495 punktów dzielił wówczas 12-13. miejsce (wspólnie z Michaelem Adamsem) wśród angielskich szachistów.
Poza grą w turniejach zajmuje się również publicystyką (prowadzi szachową rubrykę w magazynie Oxford Today, napisał również kilka książek poświęconych tej tematyce), jak również kompozycją i rozwiązywaniem zadań szachowych. Jest także szachowym trenerem.

## Publikacje
- Bobby Fischer: The $5,000,000 Comeback, Cadogan, 1992, ISBN 1-85744-0420 (wspólnie z Nigelem Daviesem i Malcolmem Peinem)
- Secrets of Spectacular Chess, Batsford, 1995, ISBN 0-7134-7721-0 (wspólnie z Davidem Friedgoodem), II wydanie 2008, ISBN 978-1-85744-551-0
- Genius in Chess, Batsford, 1997, ISBN 0-7134-8049-1